# Birken (Schwarzenbach an der Saale)
Birken (auch: [die] Birke) ist ein Gemeindeteil der Stadt Schwarzenbach an der Saale im Landkreis Hof (Oberfranken, Bayern).

## Geografie
Der Weiler liegt im westlichen Teil der Gemarkung Schwarzenbach a. d. Saale und befindet sich ca. auf der Hälfte der Strecke zwischen Stobersreuth und der Kernstadt von Schwarzenbach an der Saale. Die B289 verläuft nördlich angrenzend.

## Geschichte
Erste Erwähnung fand der heutige Weiler im Jahr 1755, vermutlich als eine Art Sommerlaube des Grafen Wilhelm Christian von Schönburg. Das dortige, sich im Besitz der Rittergutsherren befindliche Anwesen, war spätestens ab 1775 an eine Privatperson vermietet und wurde ab den 1780er Jahren als Gastwirtschaft verpachtet.
Vom in Schwarzenbach wirkenden Schriftsteller und Dichter Jean Paul ist bekannt, dass er sich gerne in der dortigen Gaststätte aufhielt. Eines seiner Werke, die sog. „Birken-Predigt“ verfasste er am 11. Juni 1791 als Einladungsschreiben zu einem Plausch am „Birken-Prater“ in ungezwungener Atmosphäre an seinen Freundeskreis (der sog. „Birken-Union“). Dieser hielt zu dieser Zeit dort regelmäßig jeden Mittwoch solche Treffen ab.
Im Jahr 1800 wird berichtet, dass die Birke als Teil des „hiesigen Rittergutes“, aus einem Wohnhaus und zwei Nebengebäuden besteht. Das Anwesen bleibt noch bis in das Jahr 1956 im Besitz der Fürsten von Schönburg-Waldenburg.
Bis Mitte des 20. Jahrhunderts wurde in der Birke eine beliebte Einkehrgaststätte mit Biergarten betrieben. Die ehemalige Gaststätte befindet sich heute in Privatbesitz und dient als Wohnhaus. Neben einigen weiteren Wohngebäuden befindet sich dort heute auch ein landwirtschaftliches Anwesen.
Im Jahr 1803 fand in der Birke das erste Schwarzenbacher Wiesenfest (eine regionaltypische Form des Heimat- und Volksfestes) statt, welches bis heute jährlich veranstaltet wird und nach aktuellen Erkenntnissen der älteste Hinweis auf ein solcher Fest in der Region ist.